# دبلوماسية محمد
دبلوماسية محمد وثقت حياة رسول الإسلام محمد (c. 22 نيسان/أبريل، 571م -11 حزيران/يونيو 632م) اعتماده على الدبلوماسية لقيادة المسلمين ونشر الإسلام كأمة تتوسع. فقد أسس لطرق التواصل مع القبائل وزعماء الجماعات الوطنية من خلال الرسائل، وتعيين المبعوثين، أو من خلال زيارات لهم يقوم بها شخصيًا، مثلما حصل في الطائف. كما هناك حالات من المراسلات الخطية تتضمن رسائل إلى هرقل، النجاشي وكسرى. وهناك دلائل واضحة  أن محمدًا شرع في الاتصال مع قادة آخرين في شبه الجزيرة العربية، إلا أنه ليس من الموثق أنه أرسل خطابات إلى أبعد من هذه الحدود.
عندما وصل محمد إلى المدينة في عام 622 كانت القبائل المحلية تتخاصم فيما بينها، وخاصة قبيلتي الأوس والخزرج، إذ أنهما كانتا تتناحران منذ عدة عقود. عالج محمد هذا الوضع عن طريق وضع دستور المدينة المنورة وهي الوثيقة التي نظمت التفاعلات بين مختلف الفصائل والمتفق عليها كل الأطراف. كان هذا دورا سياسيًا مختلفًا بالنسبة له إذ أنه كان شخصية دينية فقط خلال فترة وجوده في مكة. وكانت النتيجة في نهاية المطاف تشكيل مجتمع موحد في المدينة المنورة، الذي أنتج تفوقًا سياسيًا لمحمد.
كما شارك محمد في وضع الاتفاقات والتعهدات مثل «بيعتي العقبة» وصلح الحديبية، و«بيعة الرضوان». وذكر إنه استخدم ختم من الفضة ليختم على الرسائل المرسلة إلى أبرز القادة الذين دعاهم اعتناق الإسلام.

## حلف الفضول
حلف الفضول هو أحد أحلاف الجاهلية الأربعة التي شهدتها قريش، وقد عقد الحلف في دار عبد الله بن جدعان التيمي القرشي أحد سادات قريش وذلك بين عدد من عشائر قبيلة قريش في مكة، وذلك شهر ذي القعدة سنة 590 م بعد شهر من انتهاء حرب الفجار بين كنانة وقيس عيلان. وقد شهد النبي محمد هذا الحلف قبل بعثته وله من العمر 20 سنة،{البداية والنهاية - ج 2 ص 355} وقال عنه لاحقا: «لقد شهدت مع عمومتي حلفا في دار عبد الله بن جدعان ما أحب أن لي به حمر النعم، ولو دعيت به في الإسلام لأجبت».

## هجرة المسلمين إلى الحبشة (615م)

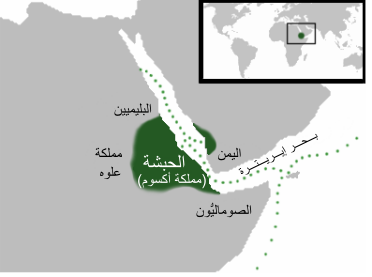
موقع مملكة أكسوم.

عند بدء دعوته، واجه محمد الكثير من المعارضة  الشديدة من كبار قبيلة قريش. على الرغم من أن محمد نفسه كان في مأمن من الاضطهاد بسبب الحماية التي امنها له عمه أبو طالب بن عبد المطلب (زعيم بني هاشم) الا ان أتباعه كانوا عرضة للاضطهاد وتعرضوا لسوء المعاملة من قبل قريش من ضرب وسجن وتجويعا. دعا محمد، في عام 615، خمسة عشر مسلما إلى الهجرة إلى مملكة أكسوم في الحبشة للحصول على الحماية من الحاكم المسيحي النجاشي أشما ابن الابجر. بالإضافة لكون الهجرة وسيلة للهروب من الصعوبات التي سببها الاضطهاد على أيدي قريش،  فإنها فتحت آفاق تداول مع دول أخرى جديدة.
ردا على هذه الهجرة، ارسلت قريش مجموعة بقيادة عمرو بن العاص وعبد الله بن أبي ربيعة بن المغيرة من أجل متابعة ورد الفارين من المسلمين. الا أنها لم تنجح في المطاردة مع وصول المسلمين إلى أرض آمنة. عندها، تقربوا من النجاشي يناشدونه بعودة المسلمين المهاجرين. دعى النجاشي إلى جمع من الاساقفة المسيحيين للاستماع للمهاجرين لاتخاذ موقف منهم. تحدث جعفر بن أبي طالب عن انجازات محمد وتلى الآيات القرآنية المتعلقة بالإسلام وبالمسيحية منعا بعض من سورة مريم.
تأثر النجاشي بما قاله جعفر وبالتالي يسمح المهاجرين البقاء بأمان في مملكته ورد مبعوثي قريش. ويعتقد أيضا أن النجاشي قد اعتنق الإسلام. استاء اتباعها المسيحيين من هذا الامر متهمينه بترك المسيحية، الا أن حكمة النجاشي تمكنت من استرضائهم بكسب رضاهم  تجاه الإسلام.{ابن اسحق}. ومع بناء علاقات جيدة مع النجاشي، استطاع النبي إرسال مجموعات أخرى من المهاجرين حتى بلغوا حوالي المائة.

## رحلة الطائف (619م)
في أوائل حزيران/يونيه 619م، سافر محمد من مكة إلى مدينة الطائف من أجل عقد اجتماع مع مشايخها، وبخاصة بنو ثقيف مثل عبد يا ليل بن عمرو. كان الهدف الاساس من هذا الحوار هو دعوتهم للدخول في الإسلام. في حين ذكر المؤرخ المعاصر نتغمري واط عن امكانية ان يكون النقاش تتطرق لموضوع انتزاع تحكم مكة بطرق التجارة من. وتوجه محمد نحو الطائف يعود إلى عدم استجابة أهل مكة إلى رسالته حتى ذلك الحين. وتعتبر هذه الرحلة دلالة على اعتماد النبي للديبلوماسية في تعاملاته.

## بيعتي العقبة (620م - 621م)
خلال موسم الحج لعام 620م اتصل ستة رجال من يثرب (المدينة المنورة) بمحمد معربين عن اعجابهم برسالته وتفكيره وعرضوا عليه مساعدتهم في حل المشاكل التي تواجه قبائل يثرب. وفي العام التالي، عاد 12 من أهل يترب إلى مقابلة النبي واعلنوا اسلامهم وايمانهم بان محمد هو رسول الله. كما تعهدوا على طاعته والابتعاد عن ما ينهيه من الأعمال الخاطئة. وهذا ما عرف باسم "بيعة العقبة الأولى."
وبعد هذه البيعة، ارسل محمد مسلما هو مصعب بن عميرإلى يثرب من أجل تعليم الناس عن الإسلام ودعوتهم إليه. وهذه دلالة لارساله فيما ما يسمى اليوم بسفير بحسب المعاملات الديبلماسية.
اسلم ما يقرب جميع القبائل العربية الموجودة في يثرب. بحلول حزيران/يونيه من السنة التالية، اتى خمسة وسبعين مسلما يثربيا إلى مكة المكرمة للحج وللقاء محمد. اجتماعوا به سرا في الليل، وقدموا له تعهدا باتباع الإسلام فيما عرف بـ«بيعة العقبة الثانية»، استعدادهم للحرب ان دعيوا لها.

## الإصلاح من المدينة المنورة (622م)

### السور المدنية في المجتمع قبل هجرة المسلمين
على الرغم من انتهاء التصارع بين قبائل يثرب الا ان القلائل استمرت فيما بينهم. هذا ما دفع ابنائها من دعوة محمد لما رأوا فيه من حكمة وصدقه ليكون المحكم بين المتصارعين وللمساعدة في تقليل التفرقة بين فصائل الفتنة وبالتالي لانشاء مجتمع موحد من عناصر غير متجانسة، ليس باعتباره واعظ ديني فقط، بل بوصفه زعيما سياسيا ودبلوماسيا الذي يمكن أن يساعد في حل الخلافات.

### دستور المدينة
بعد هجرة النبي عام 622 مع مجموعة من أتباعه إلى يثرب، قدمت مجموع من أهل المدينة الامان لهم وانشأوا أول مجتمع اسالم فيما عرفوا باسم "الأنصار". بعدما أسس أول مسجد في المدينة المنورة شرع في وضع ميثاق عرف بـ«دستور المدينة» أو «صحيفة المدينة». شرحت هذه الوثيقة شكلية التعامل بين عناصر المدينة  والعلاقات السياسية بين مواطنيها  وسياسات التعامل مع الخارج.
وتم نقل مصدر السلطات من العامة إلى الله.

### تأثير
يمكن اعتبار هذا الدستور هو تشكيل مجتمع متحدة وبما يماثل اتحادات بين الرحل والعشائر والقبائل. اذ ان التوقيع عليه كان ملزما على كل من وقع الاتفاق. بشكل رسمي. الا ان هذه الاتفاقية إضافة بعدا دينيا على الاتفاقات التقليدية. لهذا، يعتبر الاتفاق والتوقيع عليه اثباتا لدبلوماسية محمد.  ووفقا لعديد من المؤرخين المسلمين، اثبت هذا الاتفاق نجاحه اذ ان العداوة بين القبائل المختلفة، خاصة بين الاوس والخزرج، انتهت بشكل تام حتى انها لم تعد تذكر حتى بعد وفات النبي مما يدل على ان 'روح الأخوة' التي شكلها التحالف الوسيلة لتشكيل مجتمعات جديدة.

## صلح الحديبية (628م)
في آذار/مارس 628م، عندما توجه محمد مع 1400 من أتباعه إلى مكة لاداء العمرة،  أرسلت قريش قوة من 200 مقاتل لمنعهم من متابعة الطريق. لتفادي القتال، غيّر النبي بمسيره واتجه ناحية الحديبية خارج مكة. 
وبداء التفاوض بين المسلمين وقريش. اختير عثمان بن  عفان مبعوثا للتفاوض باسم المسلمين لما له من سطوة عند أهل قريش. بعد دخوله مكة المكرمة للتفاوض، أشتعلت الشائعات التي قالت بقتل عثمان. عندها، طلب محمد المسلمين بالتعهد بعدم بعدم الفرار أو بعصيان أي قرار يتخذه إذا وصل الوضع إلى الحرب مع مكة المكرمة. هذا التعهد أصبح يعرف باسم «بيعة الرضوان» أو بـ«بيعة تحت الشجرة».
جاء ذكر هذه الحادثة في القرآن:
{القرآن:

### المعاهدة
بعد ثبوت كذب إشاعة مقتل عثمان، استمرت المفاوضات التي ادت في نهاية المطاف إلى معاهدة بين المسلمين وقريش سميت بـ«صلح الحديبية». شملت شروطها تأجيل عمرة  المسلمين حتى السنة التالية، عدم الاقتتال بين الطرفين، واعادة أي مهاجر من مكة قاصرا كان أو امرأة، لم يحصل على إذن الهجرة من والديه أو ولي امره، حتى لو كانوا من المسلمين. استاء أتباع محمد كانوا مستائين من هذا الاتفاق، اذ أنهم قد أصروا على أنه ينبغي إكمال العمرة التي اتوا من اجلها. بعد توقيع المعاهدة، قام محمد والحجاج بـالتضحية بالحيوانات التي احضروها معهم، وشرعوا في العودة إلى المدينة المنورة. وفي وقت لاحق، ادرك أتباع محمد مدى فائدة هذه المعاهدة. من جملة هذه الفوائد، تعاطي المكيين للمسلمين قدم المساواة، وقف النشاطات العسكرية، إنشاء مستقبلا واعدا أفضل، وكسب رضى المكيين بإدراج مناسك الحج في الإسلام.
حددت فترة المعاهدة بـ 10 سنوات الا انها نكست بعد 10 أشهر. وفقا لشروط المعاهدة يحق لافراد القبائل العربية الانضمام إلى أي من الحزبين: المسلمين أو قريش. ويمكن لأي من هذه القبائل بحق في الرد في حال مجاربة من انضم لها. ونتيجة لذلك، انضم بنو بكر لقريش وبين انضم بنو خزاعة لمحمد. كانوا يعيشون في سلام لبعض الوقت ولكن دوافع خفية تمتد إلى فترة ما قبل الإسلام أشعلت النار بينهما من جديد. مهملين بنود الاتفاقية، قام بنو بكر بمهاجمة بنو خزاعة. ساعدت قريش بنو بكر بالرجال والأسلحة. لتفدي سوءة أعدائهم، التجاء رجال خزاعة للاحتماء بالعتبات المقدسة في الحرم المكي، ولكن هنا لم يدخر حياتهم على عكس التقاليد، فوصل اليهم نوفل، زعيم بنو بكر، وطاردهم داخل الحرم قدس المنطقة — حيث يحرم الدم والقتل فيه — وذبح خصومه.

## المراسلات مع القادة الآخرين
هناك الدالات بقيام محمد بارسال رسائل إلى رؤساء الدول خلال الفترة المدنية المرحلة من حياته. شملت هذه الشخصيات، النجاشي، هرقل (الإمبراطور في الإمبراطورية البيزنطية)، المقوقس من مصر، كسرى الساساني ملك فارس (إيران). يوجد بعض الجدل بين الأكاديمية العلماء حول صحتها.

### رسالة هرقل
أرسل محمد رسالةً إلى إمبراطورِ بيزنطة، هرقل، مع مبعوثه دحية الكلبي. ونصَّت الرسالة على ما يلي:
| دبلوماسية محمد | "بسم الله الرحمن الرحيم من محمد رسول الله إلى هرقل عظيمِ الروم: سلام على من اتبع الهدى، أما بعد فإني أدعوك بدعوة الإسلام، أسلم تسلم، وأسلم يؤتك الله أجرك مرتين وإن توليت فإن عليك إثم الأريسيين. ﴿قُلْ يَا أَهْلَ الْكِتَابِ تَعَالَوْا إِلَى كَلِمَةٍ سَوَاءٍ بَيْنَنَا وَبَيْنَكُمْ أَلَّا نَعْبُدَ إِلَّا اللَّهَ وَلَا نُشْرِكَ بِهِ شَيْئًا وَلَا يَتَّخِذَ بَعْضُنَا بَعْضًا أَرْبَابًا مِنْ دُونِ اللَّهِ فَإِنْ تَوَلَّوْا فَقُولُوا اشْهَدُوا بِأَنَّا مُسْلِمُونَ ۝٦٤﴾" | دبلوماسية محمد |

دُعي أبو سفيان بن حرب، وهو أحد الموقعين على صلح الحديبية، إلى بلاط هرقل ليشرح من هو النبي الذي ظهر بينهم. تحدث أبو سفيان بشكل إيجابي عن شخصية محمد ونسبه وحدد بعض توجيهات الإسلام. على ما يبدو، أعجب هرقل بما قيل من محمد وشعر أن إدعاءات محمد للنبوة كانت صحيحة. لكن يبدو أن قلق هرقل حول التصدعات بين مختلف الكنائس المسيحية في الإمبراطورية شغله أكثر، ونتيجة لذلك لم يعتنق الإسلام.

### وفد إلى النجاشي
ارسلت رسالة دعوة النجاشي إلى الإسلام بواسطة عمرو بن امية الدمري، ليس من المؤكد ما إذا ارسلت الرسالة مع جعفر اثر الهجرة إلى الحبشة أو في تاريخ لاحق بعد صلح الحديبية. تنص الرسالة على:
| دبلوماسية محمد | "بسم الله الرحمن الرحيم، من محمد رسول لله إلى النجاشي ملك الحبشة: سلام عليك إني أحمد الله إليك، الله الذي لا إله إلا هو الملك القدوس السلام المؤمن المهيمن، وأشهد أن عيسى بن مريم روح الله وكلمته ألقاها إلى مريم البتول الطيبة الحصينة، فحملت بعيسى فخلقه الله من روحه كما خلق آدم بيده، وإنى أدعوك وجنودك إلى الله عز وجل، وقد بلغت ونصحت فاقبلوا نصحي، والسلام على من اتبع الهدى". | دبلوماسية محمد |

رد النجاشي على الرسالة برسالة إلى محمد يقبل بها الإسلام. وفقا للتقاليد الإسلامية، قام مسلمو المدينة المنورة باداء صلاة جنازة الغائب على النجاشي عقب وفاته. من الممكن أن النبي ارسل رسالة أخرى لمن خلف النجاشي.

### رسالة المقوقس
اسل محمد رسالة إلى المقوقس تنص على النحو:

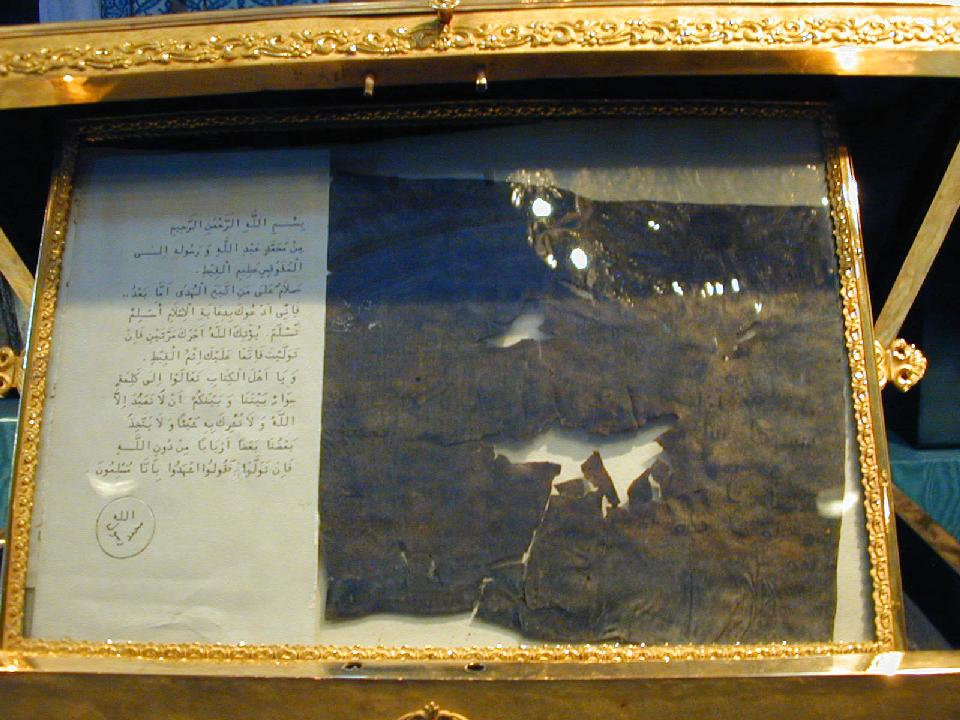
صورة للرسالة التي بعث بها محمد إلى المقوقس ، محفوظة في متحف توبكابي في إسطنبول

رد المقوقس بإرسال الهدايا إلى محمد، منهم اثنين من الجواري احداهما ماريا القبطية التي أصبحت محظية محمد،  التي حررها لاحقا وتزوجها.

### رسالة إلى كسرى
الرسالة التي كتبها محمد لكسرى ملك الفرس حملها عبد الله بن حذافة السهمي من خلال حاكم البحرين. تنص الرسالة على:
| دبلوماسية محمد | "بسم الله الرحمن الرحيم، من محمد رسول الله إلى كسرى عظيم فارس، سلام على من اتبع الهدى، وآمن بالله ورسوله، وشهد أن لا إله إلا الله وحده لا شريك له، وأن محمدا عبده ورسوله، وأدعوك بدعاية الله، فإني أنا رسول الله إلى الناس كافة، لينذر من كان حيا ويحق القول على الكافرين فأسلم تسلم، فإن أبيت فإن إثم المجوس عليك." | دبلوماسية محمد |

يقال ان كسرى مزق الرسالة بغضب. هذا كرد فعل مخالف لما لقيه محمد من ردود من القادة الآخرين. يعزى السبب إلى ان محمد وضع اسمه قبل ذكر اسم كسرى.

### شخصيات أخرى
بالإضافة للرسائل التي ذكرت انفا، هناك بعض الحالات الأخرى منه:
- رسالة إلى المنذر بن ساوى حاكم البحرين اتي سلمها له العلاء بن الحضرمي. بعدها، اعتنق بعض أتباع الإسلام بينما عرض آخرون عنها.[37] نص الرسالة هو {{اقتباس خاص|"بسم الله الرحمن الرحيم، من محمد رسول الله إلى المنذر بن ساوى، سلام عليك، فإني أحمد إليك الله الذي لا إله إلا هو، وأشهد أن لا إله إلا الله، وأن محمدا عبده ورسوله. أما بعد فإني أذكرك الله عز وجل، فإنه من ينصح فإنما ينصح لنفسه، ومن يطع رُسُلي ويتبع أمرهم فقد أطاعني، ومن ينصح لهم فقد نصح لي، وإنّ رُسُلي قد أثنوا عليك خيراً، وإني قد شفعتُكَ في قومكَ، فاتركْ للمسلمين ما أسلموا عليه، وعفوتُ عن أهل الذنوب فأقبل منهم، وإنك مهما تصلح، فلن نعزلكَ عن عملك، ومن أقام على يهودية أو مجوسية فعليه الجزية".
- أرسلت رسالة إلى هدى بن علي حاكم اقليم اليمامة ، الذي اشترط للقبول بالإسلام بأن يولى السلطة خلال حكم وهو أمر قبل به النبي.[37] ث
- رسالة إلى الحارث بن أبي شامير الغساني، حاكم دمشق، الذي كانت ردة فعله سلبية معتبرا ذلك إهانة.[37]

اعتنقا جيفر وعبد أمراء (قبيلة أزد العمانية التي حكمت عُمان بالتعاون مع الحكم الفارسي، وهما أبناء الوصي الملك جلند) الإسلام سلميا عام 630 م اثر تلقي رسالة من محمد نقلها عمرو بن العاص. وكان لازد دورا مهما في الفتوحات الإسلامية التي اتت لاحقا. كانوا أحد خمس قبائل التي استقرت وأسست حامية مدينة البصرة تحت امرة المهلب بن ابي صفرة كما شاركوا في الاستيلاء على خراسان وبلاد ما وراء النهر.

## بيبلوغرافيا
- - الصحيحان: البخاري ومسلم.
  - تاريخ الأمم والملوك: الطبري 2 /644-657.
  - تاريخ الواقدي: 2/ 33 وما بعدها.
  - الأموال: لأبي عبيد ص20-24.
  - زاد المعاد: ابن القيم 1/ 30-33.
  - الروض الأنف: السهيلي 1/ 250.
  - الأغاني الأصفهاني 6/ 348،349.
  - السيرة النبوية: ابن هشام 2/ 352،353.
  - فتوح مصر وأخبارها: ابن الحكم ص40 وما بعدها.
  - تهذيب الأسماء: 2/ 150 وما بعدها.

## وصلات خارجية
- محمد حسين هيكل وعمل: «حياة محمد» ؛ على الإنترنت الإصدار
- رسائل أرسلت من قبل محمد نسخة محفوظة 24 سبتمبر 2017 على موقع واي باك مشين.